# Oskar Rosi

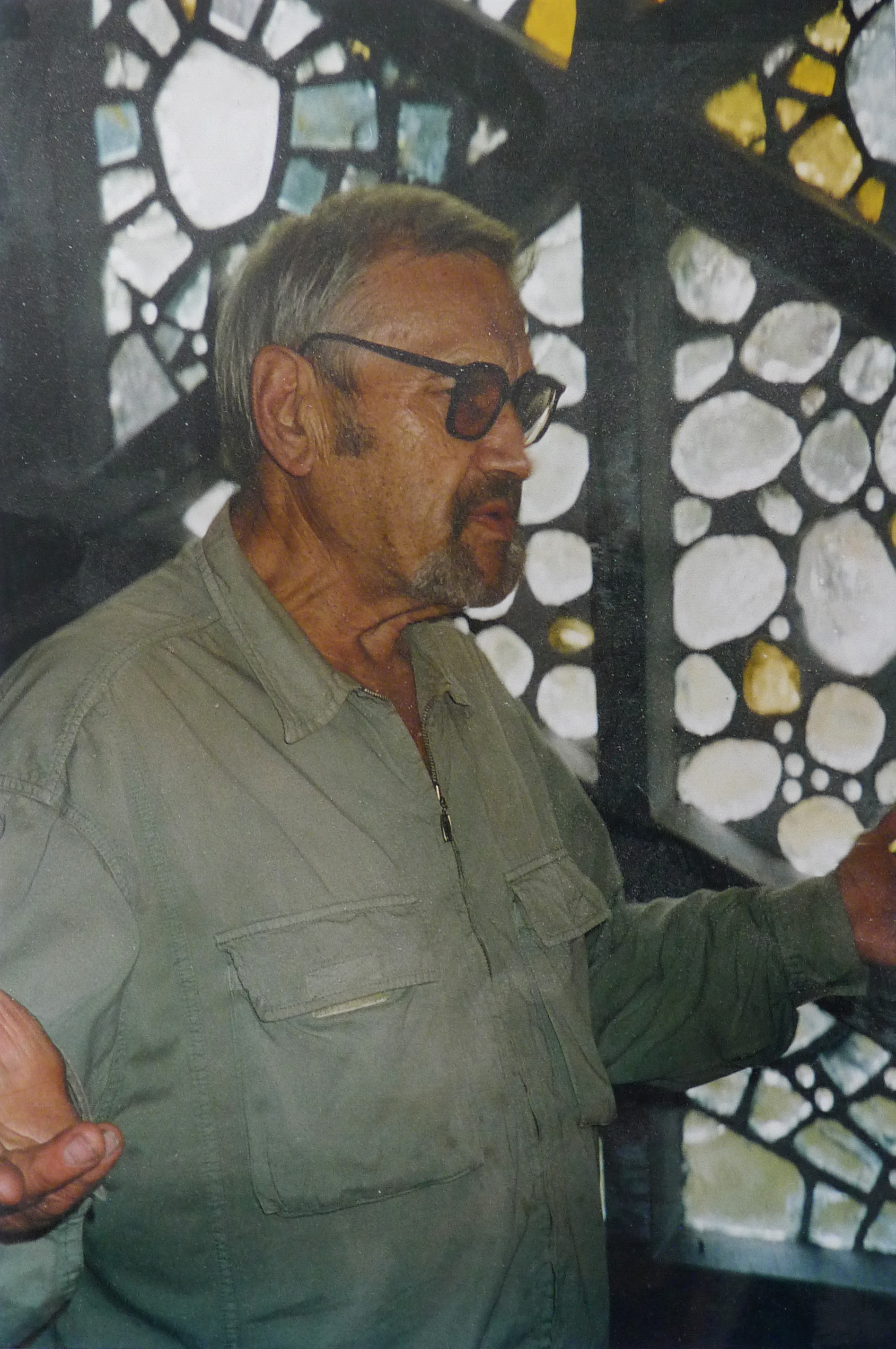
Oskar Rosi, o. J.

Oskar Wladimir Rosi (* 11. November 1922 in Reval, Estland; † 8. Januar 2010 in Aurich) war ein deutscher Künstler. Seit 1973 wohnte er im ostfriesischen Zwischenbergen.

## Leben und Werk

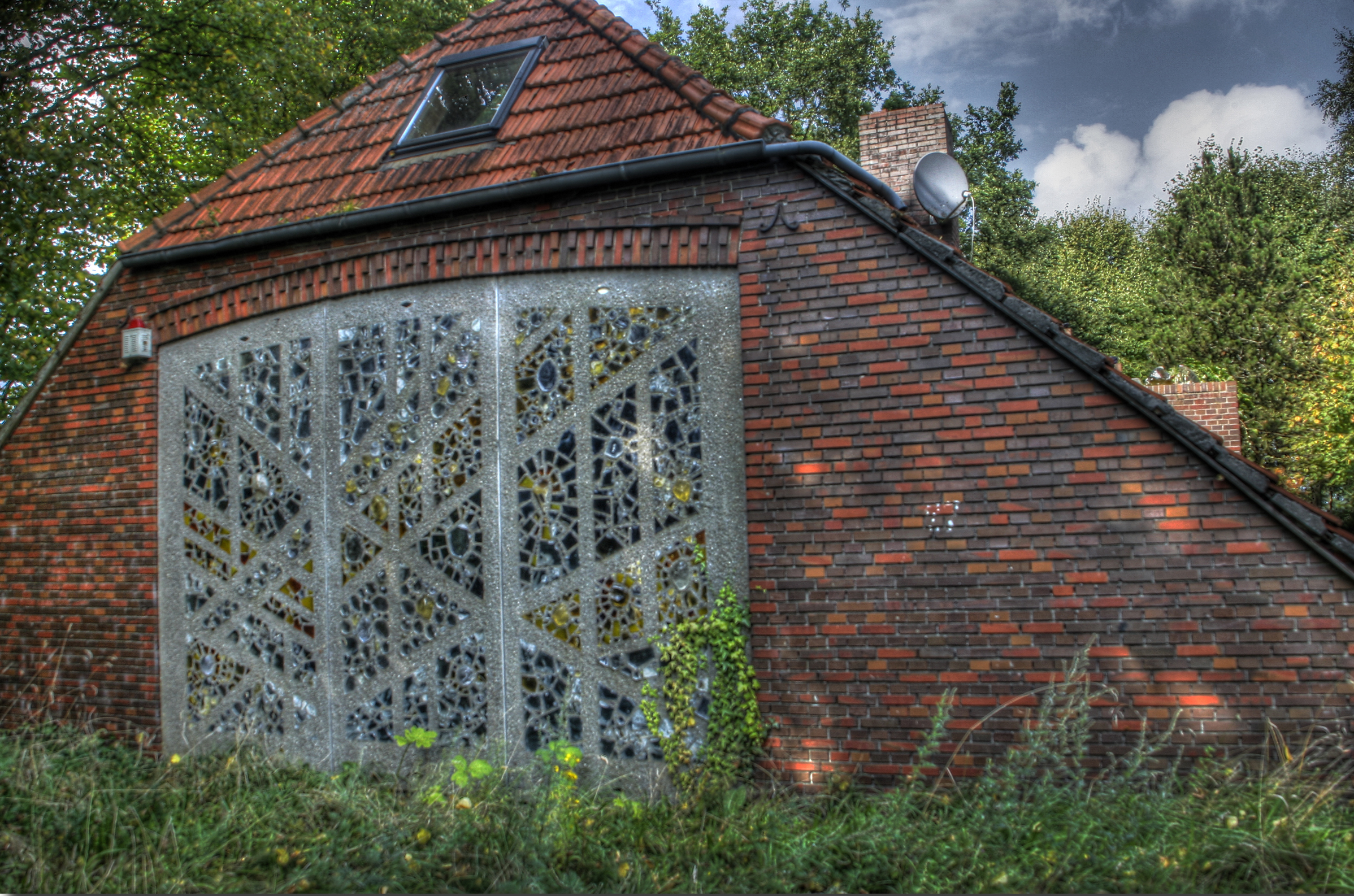
Beton-Buntglasfenster an Rosis Haus in Wiesmoor

Rosi wuchs auf der Krim auf. Sein Vater stammte aus dem Baltikum und war in Jalta als Botanik-Professor tätig. Seine Mutter war deutscher Abstammung. 1943 nahm Rosi in Odessa ein Kunststudium auf. Seit 1943 lebte er in Berlin. Dort setzte er sein Studium bei Professor Wilhelm Tank an der Hochschule der Künste fort. Während des Krieges arbeitete er zudem zeitweilig als Übersetzer für die deutsche Abwehr.
Nach Kriegsende zog er nach Frankfurt. Dort arbeitete er als freischaffender Maler und war insbesondere als Porträtist tätig. Das künstlerische Schaffen Rosis umfasste ursprünglich ausschließlich Werke der Malerei. Später wandte er sich der Arbeit mit Naturstoffen wie Holz, Stein, Metall und Glas zu, die er in Bilder, Reliefs und Skulpturen umwandelte. Vor allem der Mosaiktechnik, insbesondere Glasmosaiken, galt dabei sein Interesse. Um diese Technik weiter herauszubilden, hielt er sich zeitweise in Ravenna auf. Nach seiner Rückkehr nach Frankfurt gründete er dort ein Mosaikatelier und gestaltete „zahlreiche Arbeiten, insbesondere Mosaike und Beton-Glas-Fenster für Kirchen, Kapellen und andere öffentliche Bauten mit entsprechenden, oft religiösen und biblischen Themen“. Unter anderem fertigte Rosi Kirchenfenster für die Christus-Kirche in Spetzerfehn, für die evangelische Kirche Frankfurt-Sossenheim und für die Kapelle des Evangelischen Krankenhauses in Oldenburg.
In seiner Wahlheimat, dem ostfriesischen Zwischenbergen, kaufte er 1973 das Haus eines Lebensmittelhändlers und gestaltete es nach seinen Bedürfnissen um. Dabei stellte der Künstler in den Ecken des Hauses schwere Findlinge auf, die er mit Hilfe eines Bekannten eigenhändig in das Gebäude gezogen hatte. In das ehemalige Scheunentor baute der Künstler ein Beton-Buntglasfenster ein. Sein Atelier in Frankfurt hat er aber zeitlebens behalten.
Rosi war mit der Frankfurter Malerin Irma Rosi verheiratet. Er galt als öffentlichkeitsscheu. Ein künstlerischer Nachlass befindet sich im Kunsthaus Leer – Archiv für Kunst aus Ostfriesland.

## Ausstellungen
Gruppenausstellung
- 2016 Die Sammlungen des Kunsthauses Leer, Teil I, Leer[9]

## Medien
- Lebenskünstler: Oskar Rosi, der ostfriesische Kunstmaler. Magazinbeitrag Hallo Niedersachsen. Ausstrahlung am 15. November 2005 NDR.[10]
- Lebens-Künstler. Dokumentarfilm von Johann Ahrends, 2005, 60 Minuten, Erstausstrahlung am 7. Januar 2006 NDR. Darin Porträt über den 90-jährigen russischen Maler Oskar Rosi.[11]